# John Trumbull
John Trumbull (6 juin 1756 – 10 novembre 1843) est un peintre américain contemporain de la guerre d'indépendance des États-Unis. Il est né à Lebanon (Connecticut). Son père était Jonathan Trumbull qui fut gouverneur du Connecticut (1769-1784).

## Biographie
Après des études à l'Université de Harvard, il a servi dans l'armée continentale sous le Général Washington. Il a étudié la peinture avec Benjamin West à Londres et s'est concentré sur la peinture d'Histoire. Parmi ceux-ci :
- La Mort du général Warren à la bataille de Bunker Hill, le 17 juin 1775 (The Death of General Warren at the Battle of Bunker's Hill, June 17, 1775), peinture de 1786 ;
- La Mort du général Montgomery à la bataille de Québec, le 31 décembre 1775 (The Death of General Montgomery in the Attack on Quebec, December 31, 1775), peinture de 1786 ;
- La Reddition de Lord Cornwallis (Surrender of Lord Cornwallis, à la suite du siège de Yorktown), peinture de 1817 ;
- La Déclaration d'indépendance (Declaration of Independence), signée par la Commission des Cinq (John Adams, Benjamin Franklin, Thomas Jefferson, Robert R. Livingston et Roger Sherman) au Pennsylvania State House, aujourd'hui Independence Hall, peinture de 1817 à 1819.
- Sortie de la garnison de Gibraltar, 1789, huile sur toile, 180 x 272 cm, Metropolitan Museum of Art, New York.